# 15-й гвардейский мотострелковый полк
15-й гвардейский мотострелковый Шавлинский ордена Ленина, Краснознамённый полк (сокр. 15 мсп, в/ч 31134) — тактическое формирование Сухопутных войск Российской Федерации.
Формирование входит в состав 2-й гвардейской мотострелковой дивизии Московского военного округа. Пункт постоянной дислокации — пгт Калининец (Московская область).

## История
Полк создан в 1918 году. К началу войны именовался как 875-й стрелковый полк 127-й стрелковой дивизии 1-го формирования. В годы Великой Отечественной войны полк принимал участие в обороне Смоленска, в боях под Курском, в освобождении Таманского полуострова, освобождении Украины и Литвы. За освобождение литовского города Шяуляй в ходе Шяуляйской наступательной операции полк получил почётное наименование «Шавлинский».
В 1953 году 15-й гвардейский стрелковый полк переформирован в 130-й гвардейский механизированный полк (в/ч 73881) 23-й гвардейской механизированной дивизии.
5 июня 1957 года формирование преобразовано в 406-й гвардейский мотострелковый полк (в/ч 73881) 23-й гвардейской мотострелковой дивизии.
Указом Президиума ВС СССР от 22 февраля 1968 года 406-й гвардейский мотострелковый полк был награждён орденом Ленина.
В мае 1990 года полку возвращена нумерация времён Великой Отечественной войны. Полк стал снова носить 15-й номер.
На 1991 год полк, дислоцируясь в пгт Калининец, имел на вооружении: 42 танка Т-72, 127 боевых машин пехоты (30 — БМП-2, 95 — БМП-1, 2 — БРМ-1К), 2 — БТР-70, 12 — 2С1 «Гвоздика», 3 — ПРП-3, 5 — БМП-1КШ, 1 — Р-145БМ, 1 — ПУ-12, 3 — БРЭМ-1, 1 — МТУ-20.
В 2000 году полк принимал участие в штурме Грозного федеральными силами.
На 2007 год 15-й гвардейский мотострелковый полк располагался в пгт Калининец, имел численность 2201 человек и следующее вооружение: 31 — Т-80, 124 — БМП-2, 5 — БРМ-1К, 2 — БТР-80, 1 — БТР-70, 24 — 2С3 «Акация»; 10 — БМП-1КШ, 3 — МП-31, 3 — ПУ-12, 3 — ПРП-3, 1 — РХМ-4, 3 — БРЭМ-1, 1 — МТУ-20).
15 мая 2009 года, в ходе реформы Вооружённых сил, полк был расформирован. Затем полк был возрождён в 2013 году в составе 2-й гвардейской мотострелковой дивизии.
За всю историю полка более 600 человек награждены орденами и медалями, из них более 250 — орденом Мужества.
В 2022 году полк принимает участие во вторжении России на Украину. В октябре при отступлении из Лимана один из взводов полка, собранный во многом из свежемобилизованных без обучения, с одними автоматами из оружия, потерял около половины состава.
- Тактико-специальное занятие по поражению целей полупрямой наводкой из САУ 2С19М1 15-го гв. мсп. 16 ноября 2020.

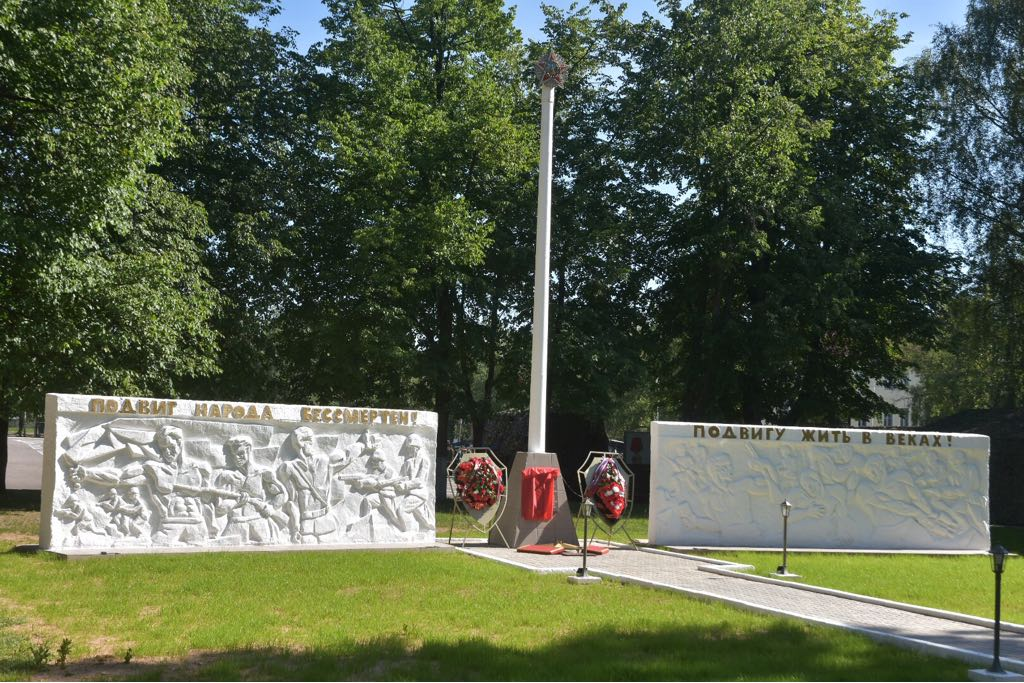
Мемориал «Подвигу жить в веках!» погибшим Героям Советского Союза, открытый на территории воинской части в 100-летнюю годовщину 15-го гв. мсп. 16 июня 2018.